# Thundering Caravans
Thundering Caravans è un film del 1952 diretto da Harry Keller.
È un western statunitense con Allan Lane, Black Jack e Eddy Waller.

## Produzione
Il film, diretto da Harry Keller su una sceneggiatura di M. Coates Webster, fu prodotto da Rudy Ralston (alla sua prima produzione di un film con protagonista il personaggio di Rocky Lane) per la Republic Pictures e girato dal 18 marzo alla fine di marzo del 1952.

## Distribuzione
Il film fu distribuito negli Stati Uniti dal 20 luglio 1952 al cinema dalla Republic Pictures. È stato distribuito anche in Brasile con il titolo Povoado Assombrado.

## Promozione
Le tagline sono:
- "ROCKY" STRIKES LIKE A THUNDERBOLT When Hijacking Outlaws Steal Gold Laden Ore Wagons!
- He's a One-Man Gang Squaring-Off to Take On an Outlaw Gang in a Blazing Six-Gun Showdown!